# Trhypochthonius africanus
Trhypochthonius africanus är en kvalsterart som beskrevs av Balogh 1958. Trhypochthonius africanus ingår i släktet Trhypochthonius och familjen Trhypochthoniidae. Inga underarter finns listade i Catalogue of Life.